# Rebelution (Pitbull)
Rebelution è il quarto album in studio del rapper statunitense Pitbull, pubblicato il 1º settembre 2009.
Gli artisti che hanno lavorato in questo album sono stati: Akon, Ke$ha, Avery Storm, Nayer, Lil Jon, The New Royales, Bass III Euro & Slim dei 112. L'album ha debuttato alla 8 della Billboard 200, vendendo 41 000 copie nella prima settimana.

## Singoli
- Il primo singolo estratto dall'album è stato Krazy, prodotto e cantato insieme a Lil Jon. Esso ha raggiunto la posizione numero 30 della Billboard Hot 100. La canzone è stata pubblicata con il video musicale. Questo pezzo ha delle parti campionate dalla canzone Cream di Federico Franchi del 2007.
- Il secondo singolo uscito è stato I Know You Want Me (Calle Ocho), che ha raggiunto la posizione numero 2 della Billboard Hot 100, diventando così il suo brano più riuscito fino ad oggi del rapper. Con il successo riscontrato dal secondo singolo estratto, l'album entra nella classifica dei 100 album più venduti in Italia direttamente alla posizione 86. È uscito un anno dopo rispetto all'altro singolo. Divenne uno dei tormentoni dell'estate 2009 grazie anche al suo video musicale.
- Il terzo singolo pubblicato fu Hotel Room Service e ha raggiunto la posizione numero 8 della Billboard Hot 100. Questa canzone ha avuto un grande successo in Italia, come il precedente singolo. Dispone di un video musicale. La canzone ricrea elementi da Push the Feeling On di Nightcrawlers.[6]
- Il quarto singolo è stato Shut It Down, featuring Akon. È stato pubblicato il 2 novembre 2009, con il video musicale. Ha raggiunto la posizione numero 42 nella Billboard 100.
- Il quinto singolo pubblicato è stato Can't Stop Me Now, featuring The New Royales. La canzone è stata pubblicata il 14 giugno 2010 con il singolo video musicale.[7]

## Tracce
1. Triumph (feat. Avery Storm) – 3:19
2. Shut It Down (feat. Akon) – 3:46
3. I Know You Want Me (Calle Ocho) – 3:57
4. Girls (feat. Kesha) – 3:06
5. Full of Shit (feat. Nayer & Bass III Euro) – 3:53
6. Dope Ball (Interlude) – 1:40
7. Can't Stop Me Now (feat. The New Royales) – 3:14
8. Hotel Room Service – 3:57
9. Juice Box – 3:04
10. Call of the Wild – 3:11
11. Krazy (feat. Lil Jon) – 3:51
12. Give Them What They Ask For – 2:56
13. Across the World (feat. B.o.B) – 3:48
14. Daddy's Little Girl (feat. Slim) – 3:44

## Classifiche
| Classifiche (2009) | Posizione massima |
| ------------------ | ----------------- |
| Argentina          | 10                |
| Australia          | 65                |
| Austria            | 20                |
| Belgio (Fiandre)   | 23                |
| Belgio (Vallonia)  | 15                |
| Canada             | 3                 |
| Francia            | 24                |
| Germania           | 34                |
| Irlanda            | 88                |
| Italia             | 86                |
| Messico            | 6                 |
| Paesi Bassi        | 42                |
| Regno Unito (R&B)  | 11                |
| Spagna             | 90                |
| Stati Uniti        | 8                 |
| Svizzera           | 8                 |